# Campeonato de Argelia de Ciclismo en Ruta
Los Campeonatos de Argelia de Ciclismo en Ruta se organizan anualmente de forma ininterrumpida para determinar el campeón ciclista de Argelia de cada año. El título se otorga al vencedor de una única carrera. El vencedor obtiene el derecho a portar un maillot con los colores de la Bandera de Argelia hasta el Campeonato de Argelia del año siguiente.
El corredor más laureado es Cherif Merabet, con cinco victorias.

## Palmarés
| Año  | Ganador                  | Segundo                | Tercero                  |
| 1948 | Ahmed Kebaïli            |                        |                          |
| 1950 | Ahmed Kebaïli            |                        |                          |
| 1951 | Ahmed Kebaïli            |                        |                          |
| 1981 | Malek Hamza              | Ahmed Zaaf             | A. Waheb Demerdji        |
| 1982 | Nieddline Tchambaz       | Malek Hamza            | A. Guerroudj             |
| 1983 | Moussa Bessa             | Hamid Chibane          | Nieddline Tchambaz       |
| 1984 | Mohamed Belabid          | Hamid Chibane          | Ahmed Zaaf               |
| 1985 | Salim Belksir            | Irbeh Sebti Benzine    | Madjid Ghoumarassi       |
| 1986 | Irbeh Sebti Benzine      | Malek Hamza            | Karim Mpora Gherabiouh   |
| 1987 | Madjid Ghoumarassi       | Mohamed Mir            | Abdelkader Reguigui      |
| 1998 | Hicham Menad             | Omar Slimane Zitoune   | Billal Derbal            |
| 1999 | Hakim Hamza              | Redouane Hamza         | Khelil Haddad            |
| 2000 | Fares Allik              | Omar Slimane Zitoune   | Fethi Medjami            |
| 2001 | Redouane Salah           | Azzeddine Madani       | Mourad Mezned            |
| 2003 | Cherif Merabet           |                        |                          |
| 2004 | Cherif Merabet           |                        |                          |
| 2005 | Cherif Merabet           |                        |                          |
| 2006 | Cherif Merabet           |                        |                          |
| 2007 | Cherif Merabet           | Rostom Slimane Zitoune | Omar Slimane Zitoune     |
| 2008 | Redouane Chabaane        | Azzeddine Lagab        | Cherif Merabet           |
| 2009 | Azzeddine Lagab          | Abdelmalek Madani      | Karim Charif             |
| 2010 | Azzeddine Lagab          | Hichem Chaabane        | Ismail Lalouchi          |
| 2011 | Youcef Reguigui          | Azzeddine Lagab        | Abdellah Ben Youcef      |
| 2012 | Azzeddine Lagab          | Abdelmalek Madani      | Youcef Reguigui          |
| 2013 | Hichem Chaabane          | Abdelmalek Madani      | Mouadh Betira            |
| 2014 | Abdelbaset Hannachi      | Azzeddine Lagab        | Abdelmalek Madani        |
| 2015 | Abderrahmane Mansouri    | Abdelmalek Madani      | Hichem Mokhtari          |
| 2016 | Abderrahmane Mansouri    | Nassim Saidi           | Fayçal Hamza             |
| 2017 | Youcef Reguigui          | Azzeddine Lagab        | Abderrahmane Mehdi Hamza |
| 2018 | Youcef Reguigui          | Yacine Hamza           | Oussama Mansouri         |
| 2019 | Abderrahmane Bouchlaghem | Mohamed Bouzidi        | Abderrahmane Mansouri    |
| 2020 | No se celebró            | No se celebró          | No se celebró            |
| 2021 | Azzeddine Lagab          | El Khacib Sassane      | Abderrahmane Mansouri    |
| 2022 | Islam Mansouri           | Sif Eddine Yebka       | Abdallah Ben Youcef      |
| 2023 | Abdelraouf Bengayou      | Oussama Chablaoui      | Yacine Hamza             |
| 2024 | Azzeddine Lagab          | Ayoub Ferkous          | Hamza Amari              |
| 2025 | Yacine Hamza             | Hamza Mansouri         | Hamza Amari              |